# سراوتسا
سراوتسا (به ایتالیایی: Seravezza) یک کومونه در ایتالیا است که در استان لوکا واقع شده‌است.

## خصوصیات
سراوتسا ۳۹ کیلومترمربع مساحت و ۱۳٬۴۴۰ نفر جمعیت دارد و ۵۰ متر بالاتر از سطح دریا واقع شده‌است.

## خواهرخوانده
شهر Calatorao خواهرخواندهٔ سراوتسا هست.